# توم مكينيس (سياسي)
توم مكينيس (بالإنجليزية: Tom McInnis)‏ هو سياسي أمريكي، ولد في 16 أبريل 1954 في مقاطعة ريتشموند في الولايات المتحدة. نشط حزبياً في الحزب الجمهوري. وقد انتخب عضو مجلس ولاية كارولاينا الشمالية.